# Waimes
Waimes  ( tysk: Weismes) er en landkommune i Ardennerne, i Vallonien i provinsen Liège i Belgien. Kommunen havde 2.553 indbyggere i 2020. Kommunens sprog er vallonsk (fransk), men tysk er anerkendt som mindretalssprog.
Valgkantonen Kanton Malmedy består af Waimes Kommune og Malmedy Kommune.
Mod nordøst har Waimes Kommune en kort grænse til Tyskland. Mod nord grænser kommunen op til Kanton Eupen (Eupener Land) samt til Baelen og Jalhay kommuner. Mod vest grænser kommunen op til Malmedy Kommune. Mod syd og øst grænser kommunen op til Kanton Sankt Vith (Belgisk Eifel).

## Jernbaner
I 2007 – 2008 fjernede man sporene fra den nedlagte tysk – belgiske Vennbahn mellem Trois-Ponts i nabokommunen og Sourbrodt nær Waimes.
50°25′N 6°07′Ø / 50.42°N 6.12°Ø